# Kovács Iván
Kovács Iván (Budapest, 1970. február 8. –) világ- és Európa-bajnok, olimpiai ezüstérmes magyar párbajtőrvívó.

## Pályafutása
2021 végéig a magyar női párbajtőr válogatott szakágvezetője volt.